# Briefcase Full of Blues
| Оценки критиков  | Оценки критиков                   |
| Источник         | Оценка                            |
| ---------------- | --------------------------------- |
| AllMusic         | (англ.) на сайте AllMusic ссылка] |
| Rolling Stone    | (крайне благоприятно) ссылка      |
| Robert Christgau | (C+) ссылка                       |

Briefcase Full of Blues — дебютный альбом группы The Blues Brothers, выпущенный 28 ноября 1978 года звукозаписывающей компанией Atlantic Records. Он был записан на выступлении 9 сентября 1978 года в Universal Amphitheatre, Лос Анджелес, перед выступлением Стива Мартина. Альбом состоит из кавер-версий песен 1950-х—70-х в жанрах соул и блюз.
Альбом достиг первой позиции в чарте Billboard 200 и стал дважды платиновым; по словам участника группы Дэна Эйкройда, всего было продано 3,5 миллиона копий альбома. Таким образом, альбом является одним из самых высоко продаваемых блюзовых альбомов всех времён.
Две композиции с этого альбома были выпущены как синглы: «Rubber Biscuit», достигший 37-й позиции в чарте Billboard Hot 100, и «Soul Man», достигший 14-й позиции.

## Список композиций
Сторона А
1. «Opening: I Can't Turn You Loose» (Отис Реддинг) — 1:50
2. «Hey Bartender» (Флойд Диксон) — 3:01
3. «Messin' With The Kid» (Мэл Ландон) — 3:35
  - Первоначально записана Джуниором Уэллсом
4. «(I Got Everything I Need) Almost» (Донни Уолш) — 2:50
  - Первоначально записана в 1974 году Downchild Blues Band
5. «Rubber Biscuit» (Чарльз Джонсон, Адам Леви) — 2:57
  - Первоначально Уолш The Chips
6. «Shot Gun Blues» (Walsh) — 5:23
  - Also by the Downchild Blues Band

Сторона Б
1. «Groove Me» (Кинг Флойд) — 3:46
2. «I Don’t Know» (Вилли Мэйбон) — 4:14
3. «Soul Man» (Айзек Хейз, Дэвид Портер) — 3:28
4. «'B' Movie Box Car Blues» (Делберт МакКлинтон) — 4:08
5. «Flip, Flop & Fly» (Джесси Стоун, Биг Джо Тёрнер) — 3:38
  - Первоначально записана в 1955 году Биг Джо Тёрнером.
6. «Closing: I Can’t Turn You Loose» (Реддинг) — 0:51

## Участники
- Джейк Блюз — ведущий вокал
- Элвуд Блюз — бэк-вокал, губная гармоника, ведущий вокал в «Rubber Biscuit»
- Мэтт Мёрфи — соло-гитара
- Стив Кроппер — гитара
- Дональд Данн — бас-гитара
- Пол Шеффер — клавишные, бэк-вокал
- Стив Джордан — Ударные, бэк-вокал
- Лу Марини — теноровый и альтовый саксофоны
- Том Скотт — теноровый и альтовый саксофоны
- Том Малоун — теноровый и баритоновый саксофоны, тромбон, труба, бэк-вокал
- Алан Рубин — труба, бэк-вокал

## Чарты
Album — Billboard (North America)
| Год  | Чарт              | Позиция |
| ---- | ----------------- | ------- |
| 1979 | The Billboard 200 | 1       |

Singles — Billboard (North America)
| Год  | Сингл            | Чарт              | Позиция |
| ---- | ---------------- | ----------------- | ------- |
| 1979 | «Rubber Biscuit» | Billboard Hot 100 | 37      |
| 1979 | «Soul Man»       | Billboard Hot 100 | 14      |